# Panthalis gracilis
Panthalis gracilis är en ringmaskart som beskrevs av Johan Gustaf Hjalmar Kinberg 1858. Panthalis gracilis ingår i släktet Panthalis och familjen Acoetidae. Inga underarter finns listade i Catalogue of Life.